# Стасюк Людмила Миколаївна
Людмила Миколаївна Стасюк (1903, місто Могилів-Подільський, тепер Могилів-Подільського району Вінницької області — ?) — українська радянська діячка, заслужена вчителька школи Української РСР, директор Житомирської середньої жіночої школи № 7 Житомирської області. Депутат Верховної Ради УРСР 2-го скликання.

## Життєпис
Народилася у багатодітній родині поштаря-листоноші. У 1919 році закінчила жіночу гімназію. Трудову діяльність розпочала у 1920 році вчителькою початкової школи села Луки Чуднівського району Житомирщини.
Закінчила Київський педагогічний інститут.
До 1941 року працювала вчителькою Горщиківської середньої школи Коростенського району Житомирської області. Член ВКП(б).
Учасниця німецько-радянської війни з 1941 року. Служила писарем, старшим перекладачем штабу полку. У кінці грудня 1942 року в боях біля Сталінграда зазнала важкого поранення. Понад рік лікувалася у військових госпіталях, була демобілізована із армії.
З 1944 року — директор Житомирської середньої жіночої школи № 7 Житомирської області.
Обиралася депутатом Житомирської обласної ради депутатів трудящих І-го скликання.

## Звання
- технік-інтендант 2-го рангу

## Нагороди
- орден Червоного Прапора
- медаль «За оборону Сталінграда»
- медаль «За перемогу над Німеччиною у Великій Вітчизняній війні 1941—1945 років»
- медаль «За доблесну працю у Великій Вітчизняній війні 1941—1945 років»
- медаль «За трудову відзнаку»
- медалі
- заслужена вчителька школи Української РСР